# Tony Kushner
Pour les articles homonymes, voir Kushner.
Anthony Kushner, dit Tony Kushner, est un dramaturge  et scénariste américain, né le 16 juillet 1956 à Manhattan (New York).
Révélé pour son cycle théâtral Angels in America pour lequel il a reçu le prix Pulitzer de l'œuvre théâtrale ainsi que deux Tony Awards en 1991 et 1992, il a collaboré avec le réalisateur américain Steven Spielberg sur plusieurs de ses films. Ensemble ils ont signé : Munich, Lincoln, West Side Story et The Fabelmans qui ont tous été de grands succès critiques. 
Il a par ailleurs été nommé à deux reprises à l'Oscar du meilleur scénario adapté (2006, et 2012) ainsi que trois fois au Golden Globe du meilleur scénario (2006, 2012 et 2022). Il remporte par ailleurs le Golden Globe du meilleur film dramatique en 2022 pour The Fabelmans de Steven Spielberg.

## Biographie

### Jeunesse et formation

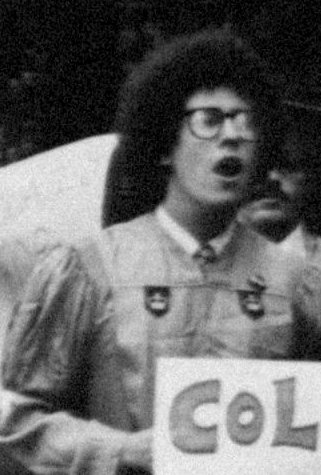
Tony Kushner en 1978.

Anthony Robert Kushner naît dans une famille juive de Manhattan. Ses parents, William Kushner et Sylvia Kushner, née Deutscher, deux musiciens classiques, déménagent à Lake Charles (Louisiane) après sa naissance. 
Kushner emménage à New York en 1974 pour aller à l'université Columbia, où il est diplômé en littérature anglaise en 1978. Il étudie la réalisation à la New York University, et reçoit son magistère en 1984.

### Carrière littéraire
Avec sa pièce Angels in America (1992), il reçoit le prix Pulitzer d'œuvre théâtrale.
Ses autres pièces traduites en français sont Slaves ! ou les éternels problèmes posé par la vertu et le bonheur, Homebody/Kaboul et Bright Room.
Il a traduit ou adapté et monté aux États-Unis d'Amérique plusieurs œuvres classiques du théâtre européen : Shakespeare, Corneille, et Brecht (Mère courage et ses enfants, monté avec Meryl Streep). 
Il est également le coscénariste avec Eric Roth du film Munich de Steven Spielberg (2005). C'est le début d'une collaboration régulière avec Spielberg, avec qui il coécrit par exemple The Fabelmans (2023).

### Vie privée
En avril de 2003, il épouse à New York son partenaire de longue date, Mark Harris, rédacteur à Entertainment Weekly. Il s'agit du premier mariage homosexuel autant commenté dans la colonne de vœux de mariage du New York Times.

## Œuvres

### Pièces de théâtre
- The Age of Assassins, 1982
- La Fin de la Baleine: An Opera for the Apocalypse, 1983
- The Umbrella Oracle, 1984
- Last Gasp at the Cataract, 1984
- Yes, Yes, No, No: The Solace-of-Solstice, Apogee/Perigee, Bestial/Celestial Holiday Show, 1987
- Stella, 1987.
- Bright Room[1] (A Bright Room Called Day), 1985, traduite en français en 2009 par Hillary Keegin et Pauline Le Diset ; créé au théâtre de la Boutonnière à Paris en janvier 2010[2].
- The Heavenly Theatre, 1986
- In Great Eliza's Golden Time, 1986
- Hydriotaphia, 1987
- The Illusion, 1988
- In That Day, 1989
- Widows, 1991
- Angels in America : Le millenium approche, 1992 ; traduite par Pierre Laville
- Angels in America : Perestroika, 1992 ; traduite par Pierre Laville
- Slaves! ou les éternels problèmes posé par la vertu et le bonheur, 1995 ; traduite par Pierre Laville, créé au Théâtre national de la Colline
- Reverse Transcription: Six Playwrights Bury a Seventh, A Ten-Minute Play That's Nearly Twenty Minutes Long, Louisville, Humana Festival of New American Plays, 1996
- A Dybbuk, or Between Two Worlds, 1997
- The Good Person of Szechuan, 1997
- Love's Fire: Seven New Plays Inspired by Seven Shakespearean Sonnets, 1998
- Terminating, or Lass Meine Schmerzen Nicht Verloren Sein, or Ambivalence, 1998
- Henry Box Brown, 1998
- Homebody/Kaboul, 2001 ; traduite par Pierre Laville, créé par la Comédie-Française au Vieux-Colombier
- Only We Who Guard The Mystery Shall Be Unhappy, 2003
- The Intelligent Homosexual's Guide to Capitalism and Socialism With a Key to the Scriptures, 2009

### Livres
- A Meditation from Angels in America, Harper San Francisco, 1994
- Thinking about the Longstanding Problems of Virtue and Happiness: Essays, a Play, Two Poems, and a Prayer, Theatre Communications Group (New York, NY), 1995
- Howard Cruse, Stuck Rubber Baby, introduction de Kushner (New York: Paradox Press, 1995)
- David B. Feinberg, Queer and Loathing: Rants and Raves of a Raging AIDS Clone, introduction by Kushner (New York: Penguin, 1995)
- David Wojnarowicz, The Waterfront Journals, édité par Amy Scholder, introduction de Kushner (New York: Grove, 1996)
- "Three Screeds from Key West: For Larry Kramer," in We Must Love One Another or Die: The Life and Legacies of Larry Kramer, édité par Lawrence D. Mass (New York: St. Martin's Press, 1997), pp. 191–199
- Moises Kaufman, Gross Indecency, postface de Kushner (New York: Vintage, 1997), pp. 135–143
- Plays par Tony Kushner (New York: Broadway Play Publishing, 1999). Inclus : 
  - A Bright Room called Day
  - The Illusion
  - Slavs! Thinking About the Longstanding Problems of Virtue and Happiness
- Death & Taxes: Hydriotaphia, and Other Plays, Theatre Communications Group (New York, NY), 2000. Inclus : 
  - Reverse transcription
  - Hydriotaphia: or the Death of Dr. Browne (adaptation de Hydriotaphia, Urn Burial (un rapport fictif, imaginaire du personnage de Sir Thomas Browne non basé sur des faits)
  - G. David Schine in Hell 
  - Notes on Akiba
  - Terminating
  - East Coast Ode to Howard Jarvis
- Brundibar[3], illustré par Maurice Sendak, Hyperion Books for Children, 2003
- The Art of Maurice Sendak: 1980 to the Present, 2003
- Save Your Democratic Soul!: Rants, Screeds, and Other Public Utterances
- Wrestling with Zion: Progressive Jewish-American Responses to the Israeli-Palestinian Conflict, avec Alisa Solomon, Grove, 2003

### Autres œuvres

#### Musique
- La Fin de la Baleine: An Opera for the Apocalypse, opéra, 1983
- St. Cecilia or The Power of Music, livret de l'opéra
- Caroline, or Change[4] (musical), 2002
- Brundibar[3], adaptation de l'opéra de Hans Krása avec Maurice Sendak

#### Cinéma
- 2005 : Munich de Steven Spielberg - scénario
- 2012 : Lincoln de Steven Spielberg - scénario
- 2016 : Fences de Denzel Washington - coscénariste (non crédité)
- 2021 : West Side Story de Steven Spielberg - scénario
- 2022 : The Fabelmans de Steven Spielberg - coscénariste

## Distinctions

### Décorations
- 1992 : Membre honorifique de National Foundation of Jewish Culture
- 2004 : Docteur agrégé du diplôme de lettres (Honorary Doctor of Leeters) de la Place University
- 2006 : Membre éminent (Honorary Degree) de la Brandeis University
- 2013 : Membre éminent (Elected member) de la Société américaine de philosophie et des sciences

### Récompenses
- Prix Pulitzer de l'œuvre théâtrale1991 pour Angels in America : Le millenium approche
- Tony Awards 1991 :meilleure pièce pour Angels in America : Le millenium approche
- Evening Standard Theatre Awards 1991 : meilleure pièce pour Angels in America : Le millenium approche
- New York Drama Critics' Circle Awards 1991 : meilleure pièce pour Angels in America : Le millenium approche
- Tony Awards 1992 : meilleure pièce pour Angels in America : Perestroika
- Obie Awards 1992 : meilleure pièce de théâtre dramatique pour Angels in America : Perestroika
- New York Films Critics Circle Award 2012 : meilleur scénario pour Lincoln
- Boston Society of Films Critics Awards 2012 : meilleur scénario adapté pour Lincoln
- Chicago Films Critics Association Awards 2012 : meilleur scénario pour Lincoln
- St. Louis Film Critics Association Awards 2012 : meilleur scénario pour Lincoln
- Houston Film Critics Society Awards 2012 : meilleur scénario adapté pour Lincoln
- National Society of Film Critics Awards 2012 : meilleur scénario pour Lincoln
- Critics' Choice Movie Awards 2013 : Meilleur scénario adapté pour  Lincoln
- Golden Globes 2023 : meilleur film dramatique pour The Fabelmans (avec Steven Spielberg)

### Nominations
- Tony Awards 2004 : meilleur livret pour une comédie musicale pour Caroline or Change
- Drama Desk Awards 2004 : meilleur livret pour une comédie musicale  pour Caroline or Change
- Golden Globes 2006 : meilleur scénario original pour Munich
- Oscars 2006 : Meilleur scénario adapté pour Munich
- National Society of Film Critics Awards 2006 : meilleur scénario adapté pour Munich
- Golden Globes 2013 : meilleur scénario original pour Lincoln
- Oscars 2013 : meilleur scénario adapté pour Lincoln
- Writers Guild of America Awards 2022 : meilleur scénario adapté pour West Side Story
- Critics' Choice Movie Awards 2022 : meilleur scénario adapté pour West Side Story
- Golden Globes 2023 : meilleur scénario original pour The Fabelmans (avec Steven Spielberg)
- Critics' Choice Movie Awards 2023 : meilleur scénario original pour The Fabelmans (avec Steven Spielberg)
- Oscars 2023 : meilleur film et meilleur scénario original pour The Fabelmans (avec Steven Spielberg)

#### Articles
- « The Secrets of Angels », New York Times, 27 mars 1994, p. H5
- « The State of the Theatre », Times Literary Supplement, 28 avril 1995, p. 14
- « The Theater of Utopia », Theater, 26 (1995) : 9-11
- « The Art of the Difficult », Civilization, 4 (août/septembre 1997) : 62-67
- « Notes About Political Theater », Kenyon Review, 19 (Summer/Fall 1997) : 19-34
- « Wings of Desire », Premiere, octobre 1997 : 70
- « Fo's Last Laugh--I », Nation, 3 novembre 1997 : 4-5
- « A Modest Proposal », American Theatre, janvier 1998 : 20-22, 77-89
- « A Word to Graduates: Organize! », Nation, 1er juillet 2002
- « Only We Who Guard The Mystery Shall Be Unhappy », Nation, 24 mars 2003

#### Interviews
- Gerard Raymond, Q & A With Tony Kushner, Theatre Week (20-26 décembre 1993) : 14-20
- Mark Marvel, A Conversation with Tony Kushner, Interview, 24 (février 1994) : 84
- David Savran, Tony Kushner, in Speaking on Stage : Interviews avec Contemporary American Playwrights, édité par Philip C. Kolin et Colby H. Kullman (Tuscaloosa: University of Alabama Press, 1996), pp. 291–313
- Robert Vorlicky, éd., Tony Kushner in Conversation (Ann Arbor : University of Michigan Press, 1998)